# علی‌آباد (خنداب)
علی‌آباد، روستایی از توابع بخش مرکزی شهرستان خنداب در استان مرکزی ایران است.بنیانگذار این روستا شخصی به نام گودرز چگینی بوده است،او از منطقه خرمن سوخته قزوین به این منطقه مهاجرت کرده است.گودرز سه فرزند پسر به نام های حاج سبزعلی،قاسم و اکبر داشته که اکثریت ساکنان این روستااز نسل این سه تن می باشند.آنان به دلیل اینکه دامدار و کشاورز بودند در ابتدا در منطقه ایی بالاتر از جای فعلی این روستا زندگی میکردند که به آن قشلاق حاج سبزعلی میگفتند.وجود چشمه ایی به نام آب قشلاق  در ان منطقه که چشمه اییست بسیار قدیمی با آبی بسیار خنک و ثابت باعث سکنی گزیدن انان در آنجا بوده و روستای فعلی علی آباد زمین های کشاورزی و چراگاه دام های آنان بوده است.همچنین یک چشمه ایی دیگر هم در همان حوالی وجود دارد که به ان مالگه گفته میشود.لهجه ی مردمان روستای علی آباد، لری نزدیک به لهجه ی اراکی می باشد.دامداری و کشاورزی شغل اکثریت اهالی این روستاست.نام ابتدایی روستای علی آباد مزرعه حاج سبزعلی بوده.که بعدها به علی آباد تغییر نام پیدا میکند.حاج سبزعلی فرزند گودرز بوده و مالک این روستا و از خان های نامدار منطقه شرا(چرا) بوده است.به احتمال فراوان چگینی های دیگر روستاهای منطقه شرا از علی آباد کوچ کرده و به جوزان.فوران.شاوه.قشلاق قطب آبادو...رفته اند.اکثر مردم روستا باهم فامیل هستند و در منطقه به یکدلی و اتحاد معروفند.باغ های انگور،کشمش و سایه خشک روستای علی اباد معروفند. انگور،هلو،زردآلو،سیب،گلابی،گیلاس،آلو،انجیر،گردو،بادام و...از محصولات باغ های این روستا هستند.و گندم،جو و... نیز فراوان کشت میشود.قنات این روستا در زمان های خیلی نزدیک به خاطر اب فراوان ،زیستن غاز و اردک های اهلی و از وسط روستا جاری شدنش معروف بوده که بعد از 22سال دوباره قنات آن شروع به آب دادن شد.روستای علی اباد تاملایر حدود ۶۰ کیلومتر و تا اراک حدود ۸۰ کیلومتر فاصله دارد.اب و هوای روستا در تابستان گرم و در زمستان سرد است.در فصل های بهار و پاییز بادهای بسیار تندی میوزد.

## جمعیت
این روستا در دهستان دهچال قرار دارد و براساس سرشماری مرکز آمار ایران در سال ۱۳۸۵، جمعیت آن ۹۴۳ نفر (۲۳۴خانوار) بوده‌است.